# Chipset
Chipset je skupina integriranih krugova koji su dizajnirani da rade skupa i obično se prodaju kao jedinstveni proizvod. U računarstvu chipset označava skupinu integriranih krugova na matičnoj ploči ili na kartici za proširenje. Kod PC računala u Pentium sistemima, chipset se odnosi na glavne integrirane krugove poslije mikroprocesora i to na eng. northbridge (sjeverni most) i eng. southbridge (južni most). Chipset se osim matične ploče nalazi i na grafičkim karticama, karticama za zvuk, igraćim konzolama...
Pojam čipset pojavio se tijekom 1980-ih za posebne integrirane krugove koje su bili razvijeni za računalo Commodore Amiga.
Poznati proizvođači chipsetova su:
- Intel, SAD
- AMD, SAD
- ATI, Kanada
- NVIDIA, SAD
- VIA Technologies, Tajvan
- SiS, Tajvan